# کشتی نگهبان اوراگن
کشتی نگهبان اوراگن (به انگلیسی: Uragan-class guard ship) یک کلاس از کشتی است که طول آن ۷۱٫۵ متر (۲۳۴ فوت ۷ اینچ) می‌باشد.